# Stagg

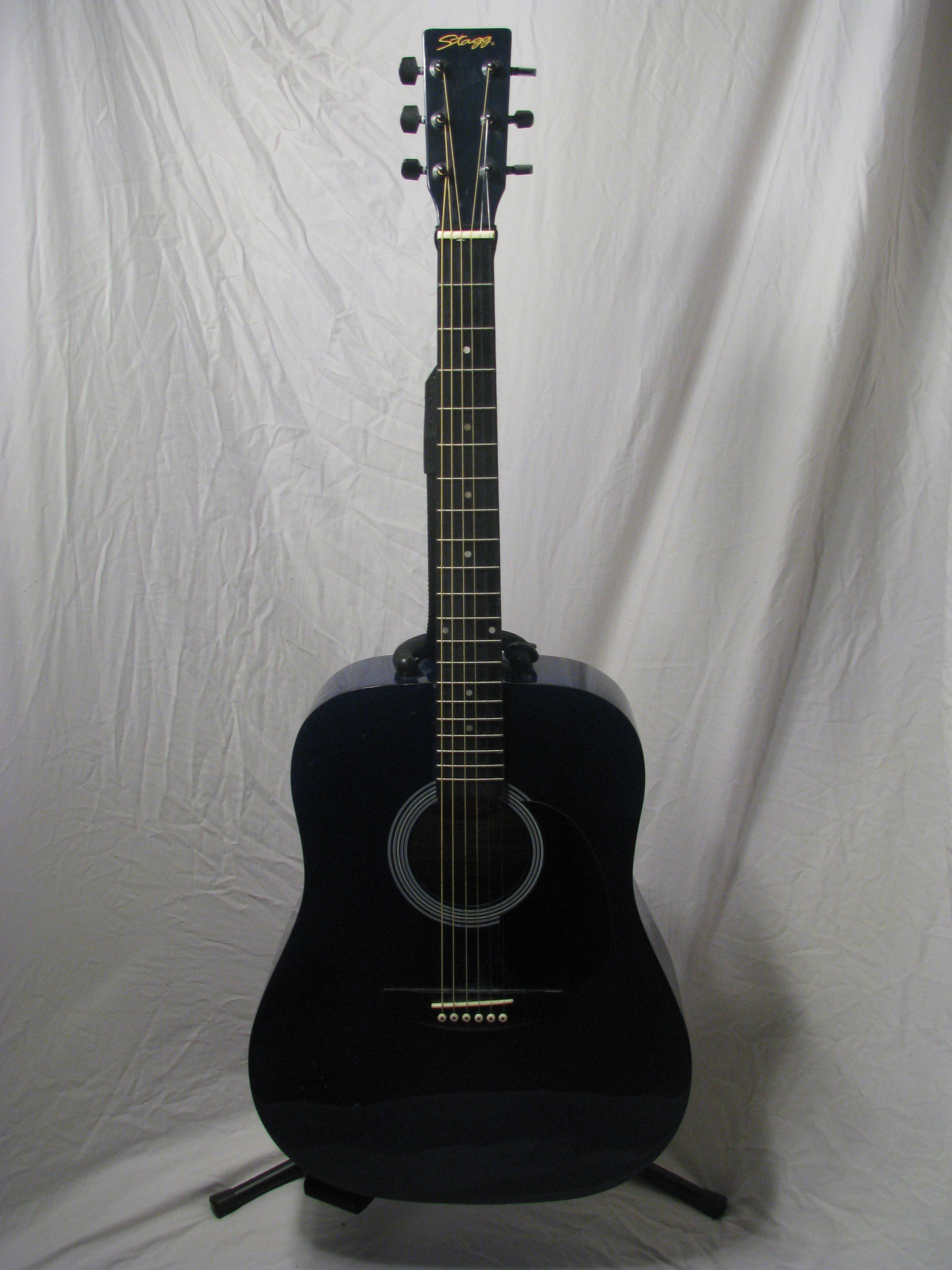
Gitara akustyczna firmy Stagg

Stagg Music – belgijska firma produkująca szeroki asortyment instrumentów i akcesoriów muzycznych.
Instrumentów firmy Stagg używają m.in. Michał "Jelonek" Jelonek z grupy Hunter – skrzypce elektryczne Stagg EVN 4/4 i Łukasz "Luke" Jeleniewski, bębniarz zespołu Lipali – talerze perkusyjne.